# Ingunn Thomassen Berg
Ingunn Thomassen Berg, född 21 september 1961, är en norsk före detta handbollsspelare, kantspelare.

## Klubblagsspel
Ingunn Thomassen spelade för Kraby/Starum-73, senare efter namnbyte Toten HK, i femton år från 1977 till 1992.

## Landslagsspel
Ingunn Thomassen spelade 122 landskamper från 30 september 1979 då hon debuterade mot Danmark i en oavgjord match som slutade 14-14. Sista landskampen spelade hon den 4 maj 1985 mot Island, som Norge vann med 26-18. Hon gjorde då sina sista 4 mål av totalt 249 mål under åren. Hon deltog i VM 1982 då Norge placerade sig på sjunde plats. Hennes landskampskarriär började 1978–1979 med 12 ungdomslandskamper där hon stod för 7 mål.